# 高雄市公車56路
高雄市公車56A路，由港都客運營運，起點站為高雄車站（中山路），終點站為壽山動物園，配合動物園週一休園，週一停駛。

高雄市公車56B路，起點站為捷運鹽埕埔站（五福四路），終點站為壽山動物園，僅例假日行駛。

高雄市公車56C路，起點站為臺鐵鼓山站，終點站為壽山動物園。

## 歷史
- 原高雄市公車處經營，因公車民營化移撥給港都客運營運。
- 2009年7月12日～2009年9月30日：配合壽山動物園夜間遊園，延長營運至21:00。[3][4]
- 2014年3月29日：闢駛區間車路線。[5]
- 2015年5月2日：啟用「高雄市友善寵物公車」，帶著寵物搭公車只要付半票6元。[6][7]
- 2021年6月1日：因應壽山動物園休園整修作業，56路全程車班距改為60分鐘並暫時行駛至「萬壽山橋」站折返，區間車暫時停駛。
- 2021年9月1日：「高雄火車站（捷運高雄車站）」更名為「高雄車站（中山路）」、「林森路口」站更名為「建國林森路口」。
- 2022年12月10日：主線恢復行經壽山動物園
- 2022年12月17日：區間車班次恢復行駛。
- 2023年7月1日：加入臺灣好行，成為臺灣好行壽山國家自然公園線。[8]
- 2024年1月6日：新增56C路線，原56路更名為56A、56區間車更名為56B。
- 2025年2月14日：結束臺灣好行壽山國家自然公園線路線身分恢復為一般路線，其發車班次與路線皆延續不變。
- 2025年6月21日：56C去程增設「鼓山行政中心（興隆）」站、返程增設「忠烈祠」站。

## 路線圖
參見右側路線圖